# ロドルフォ・ベルナルデリ
ロドルフォ・ベルナルデリ（Rodolfo Bernardelli、フルネームは José Maria Oscar Rodolfo Bernardelli y Thierry、1852年12月18日 - 1931年4月7日）は、メキシコ生まれのブラジルの彫刻家である。リオデジャネイロの美術アカデミーの教授などを務めた。

## 略歴
メキシコ中部のグアダラハラで生まれた。 両親はイタリアに出自を持つヴァイオリン演奏家とダンサーの夫婦で弟に画家になったエンリケ・ベルナルデリ（1857-1936）とフェリックス(Felix Bernardelli:1866-1908)がいた。
両親はしばしば南米各地を転居しながら仕事をしたため、家族はメキシコやチリに住んだ後、ブラジル皇帝ペドロ2世に両親が皇帝の子弟の教師になるように招かれたことから、ブラジルのリオデジャネイロに移った。
リオデジャネイロに移った時、ロドルフォは14歳で、美術の才能を示していた 。彫刻家のシャヴェス・ピニェイロ（Chaves Pinheiro: 1822–1884）に認められ、ブラジル帝国美術アカデミー（Academia Imperial de Belas Artes）に正式に入学し、ピニェイロの学生になり、アカデミーの賞を何度か受賞した。1876年に国外留学の奨学金を得た。ブラジルの留学生の多くはパリに留学してきたが、ベルナルデリはイタリアに留学することに決め、ローマでジュリオ・モンテヴェルデ（Giulio Monteverde: 1837-1917）に学んだ。近代的なスタイルに移り、留学中にブラジルに送った作品は批判を受けた。 
1885年にブラジルに戻り、その年の10月にイタリアで制作した作品の展覧会を開催した。その結果、引退したシャヴェス・ピニェイロの後任として帝国美術アカデミーの彫像の教授に任じられた。ブラジル宮廷からの注文を受けて、パラグアイ戦争などで活躍したオソリオ将軍（Manuel Luís Osório）の記念碑などを制作した。1889年に王政が崩壊した後、アカデミーの職を辞したが、共和党政府の招かれて、1890年に復職した。帝国美術アカデミーを国立美術学校(Escola Nacional de Belas Artes)に改組し、教育方法を自由化するのに貢献し、初代の校長も務めた。
1893年のシカゴ万国博覧会にブラジルを代表して出展する作品選出の責任者となり、その他の公的な役職にも就いた。ブラジルを代表する彫刻家となり、リオデジャネイロのベルナルデリのスタジオを多くの文化人が訪れた。ただ国立美術学校の校長時代に多くの著名な教授を解雇したことからビクトル・メイレレス、アントニオ・パレイラス、デシオ・ヴィラレスといった芸術家からは批判されていた。
1931年にリオデジャネイロで没した。

## 作品

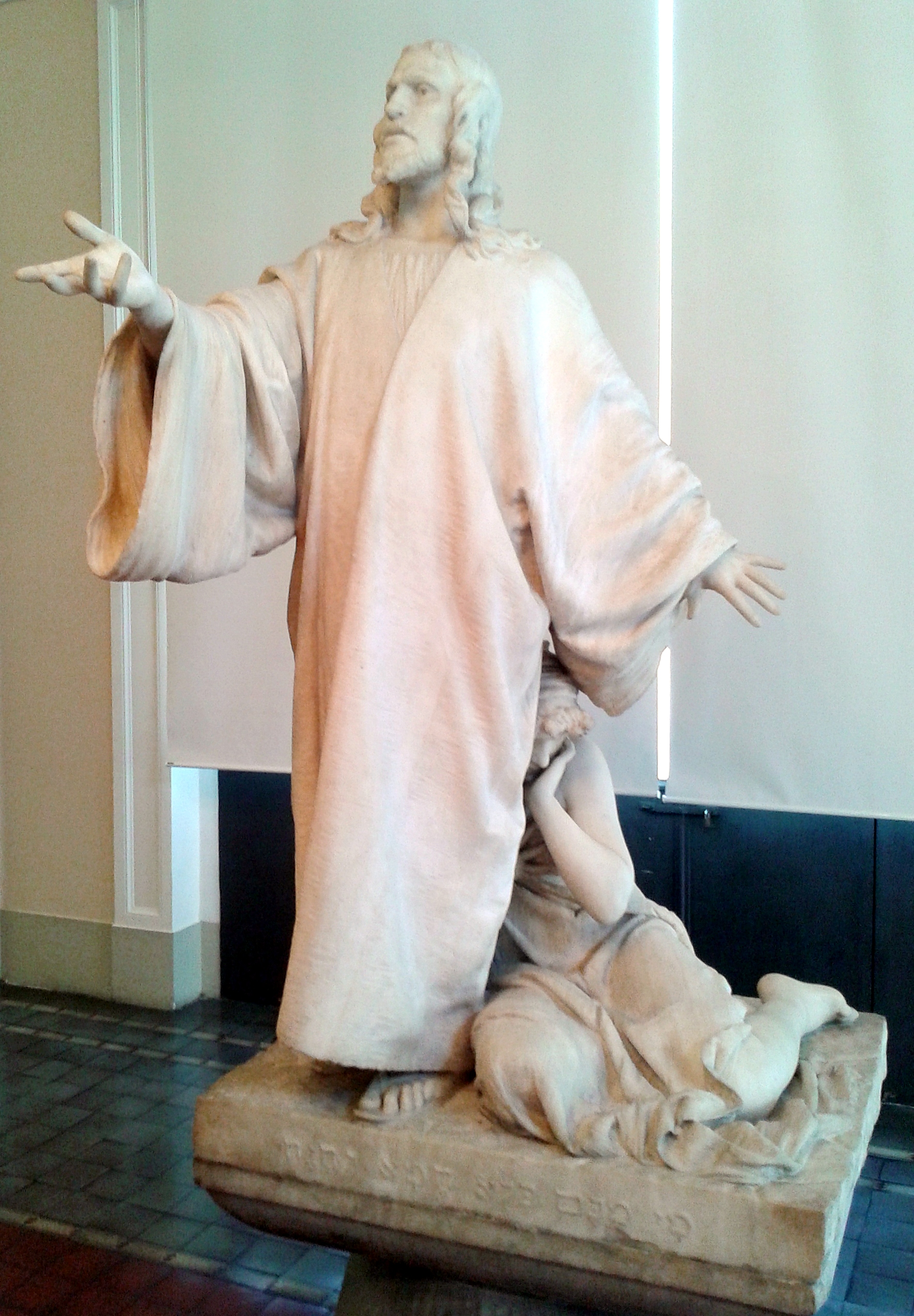
キリストと姦淫の女 (1884) 国立美術館 (ブラジル)
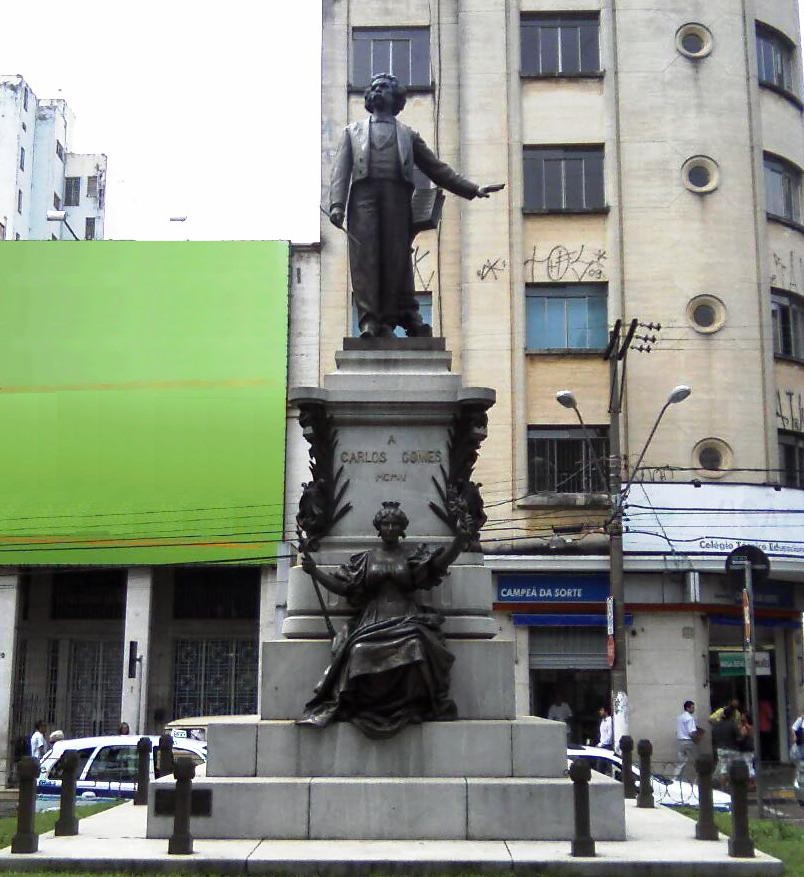
カンピーナスのアントーニョ・カルロス・ゴメスの記念碑 (1904)
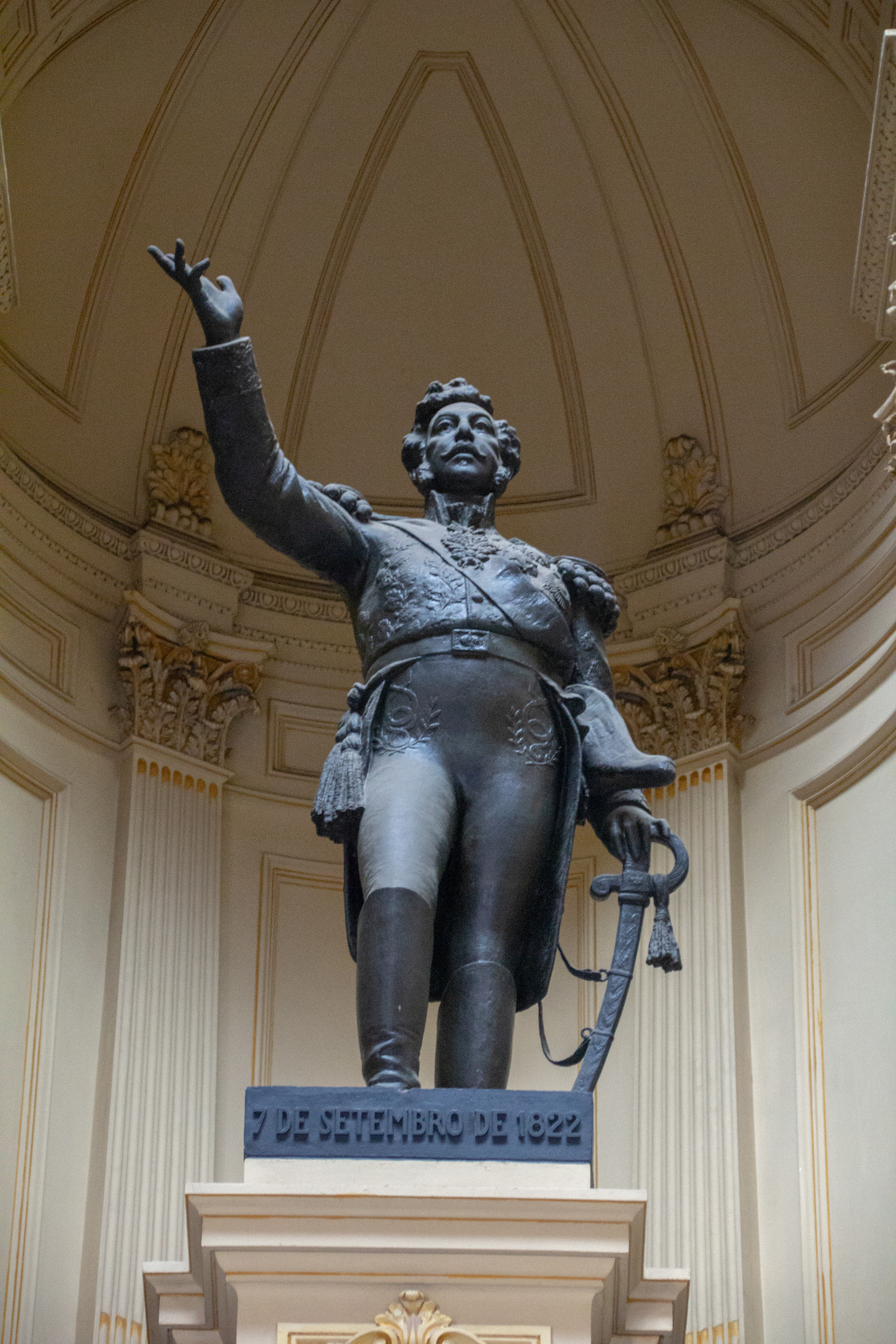
ペドロ1世 (ブラジル皇帝)
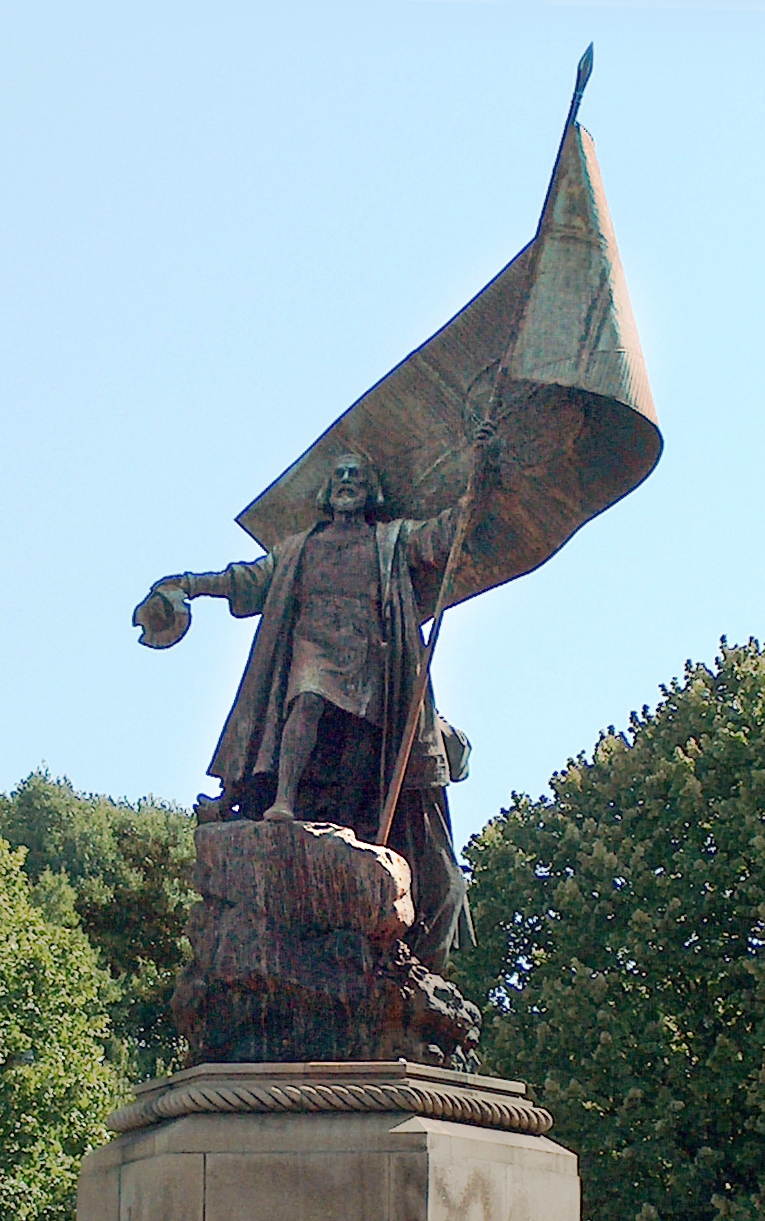
リスボンにあるペドロ・アルヴァレス・カブラル（探検家）の像